# John Anderson (lekkoatleta)
John Franklin Anderson (ur. 4 lipca 1907 w Cincinnati, w Ohio, zm. 11 lipca 1948 w Nankek na Alasce) – amerykański lekkoatleta, specjalista rzutu dyskiem, mistrz olimpijski z Los Angeles w 1932.
Startował na igrzyskach olimpijskich w 1928 w Amsterdamie, gdzie zajął 5. miejsce.  Na następnych igrzyskach olimpijskich w 1932 w Los Angeles zdobył złoty medal ustanawiając rekord olimpijski wynikiem 49,49 m. Nie udało mu się zakwalifikować na kolejne igrzyska olimpijskie w 1936 w Berlinie.
Był mistrzem Stanów Zjednoczonych (AAU) w rzucie dyskiem w 1932 i 1933, a także akademickim halowym mistrzem USA  (IC4A) w pchnięciu kulą w 1929. Jego rekord życiowy w rzucie dyskiem (z 1936) wynosił 50,62 m.
W 1929 ukończył Cornell University. Podczas II wojny światowej służył jako oficer w rezerwie Marynarki Wojennej USA na Pacyfiku. Po wojnie pracował jako nawigator floty rybackiej poławiającej łososie pacyficzne. W czasie rejsu 700 mil na północ od Anchorage doznał krwotoku mózgowego i zmarł w wieku 41 lat.